# Clerodendrum philippinense
Clerodendrum philippinense là một loài thực vật có hoa trong họ Hoa môi. Loài này được Elmer mô tả khoa học đầu tiên năm 1934.